# Latege
Pour les articles homonymes, voir Teke.
Le latege, aussi appelé letege, teke-tege, teke-alima et teke du nord est une langue bantoue parlée par environ 174 000 locuteurs au Gabon  et 98 000 locuteurs en république du Congo.
Latege se compose de deux variantes qui sont le njikini et kali.

## Alphabet tege
|    | écriture tege | prononciation | traduction     |
| -- | ------------- | ------------- | -------------- |
| a  | andzá         | andja         | eau            |
| b  | bàtá          | bata          | babouche       |
| d  | dá            | da            | papa           |
| dz | dzàndzà       | djandja       | travail        |
| e  | emòngí        | émongi        | patate douce   |
| f  | fàtri         | fatri         | usine          |
| i  | itsuga        | ichoura       | bientôt        |
| k  | kabèlè        | kabèlè        | jambe          |
| l  | lùtù          | loutou        | voiture        |
| m  | mòyó          | moyo          | fourmi         |
| n  | ndìgì         | ndiri         | ami(e)         |
| ny | nyàmà         | niama         | viande         |
| ŋ  | ŋàaní         | ngani         | crocodile      |
| o  | obá           | oba           | palmier        |
| p  | pí            | pi            | calme          |
| pf | pfúura        | foura         | être endeuillé |
| r  | okáarì        | okaari        | épouse         |
| s  | sàanà         | saana         | chiffon        |
| t  | témì          | témi          | houe           |
| ts | tsana         | chana         | termite        |
| v  | vuli-vuli     | vouli-vouli   | souvent        |
| w  | wa            | woua          | neuf           |
| y  | yúgì          | yuri          | fumé           |